# Brackwede
Brackwede – południowo-zachodnia dzielnica miasta Bielefeld, połączona z centrum linią tramwajową nr 1. Według danych z 2022 roku dzielnica miała 41 123 mieszkańców.